# Lelio Ottaviano Guasco
Lelio Ottaviano Guasco (Alessandria, 1511 – Alessandria, 27 aprile 1564) è stato un vescovo cattolico italiano.

## Biografia
Figlio di Gabriele patrizio alessandrino, membro della famiglia Guasco e appartenente al ramo dei signori di San Michele e San Paolo, e di Lucia Simeoni dei conti di Cavoretto, fu impiegato nei primi anni a Roma presso la corte pontificia come cameriere segreto di papa Clemente VII. Non più tardi dei suoi 19 o 20 anni ottenne l'abbazia di San Pietro in Bergoglio, non eletto dal papa ma dal capitolo stesso dell'abbazia. Seguendo i contenuti della bolla di secolarizzazione dell'abbazia emanata da papa Leone X, che concedeva tutti i privilegi e diritti, il capitolo procedette all'elezione del nuovo abate quando la sede risultò vacante nel 1527 a causa della morte di Pietro Arnuzzi. Il 24 marzo 1528 ottenne conferma dal papa confermata con la bolla del 28 gennaio 1529.
Fu canonico della cattedrale di Alessandria, incarico al quale non rinunciò dopo la nomina episcopale come si può leggere dalle liste dei canonici del 1537.
Rinunciando agli incarichi episcopali di Pallavicino Visconti, Ottaviano Guasco all'età di 23 anni fu eletto, senza che venisse consacrato in attesa del suo ventisettesimo compleanno, vescovo di Alessandria da papa papa Clemente VII, con la bolla dell'11 maggio 1534. L'ingresso solenne venne però celebrato solamente il 6 dicembre 1535.
Si ritiene erroneamente che il giorno del suo ingresso solenne in diocesi coincidesse anche con la consacrazione episcopale. Non solo non avvenne in quel giorno, egli stesso si definisce eletto in una lettera di risposta a Giovanni Sacco del 3 dicembre 1535 alle congratulazioni ricevute per aver conseguito il vescovato, ma neppure per gli anni a seguire trovando il titolo di eletto in atti dei 17 maggio 1538, 19 settembre 1539 e 10 dicembre 1544. Si presuppone essere verosimile che potesse essere vescovo consacrato nel 1549; tuttavia, ancora il 7 ottobre 1550 papa Giulio III dà incarico al vescovo Paolo di Cahors di procedere all'ordinazione di Ottaviano Guasco.
L'imperatore Carlo V lo nominò senatore di Milano. Morì improvvisamente nell'aprile del 1564, dopo che già ebbe mandato la lettera con le sue dimissioni - il 13 aprile dello stesso anno - ai cardinali Michele Ghislieri, il futuro papa Pio V, e Rodolfo Pio. Venne sepolto nella cattedrale di san Pietro di Alessandria.

## Genealogia episcopale
La genealogia episcopale è:
- Vescovo Paolo Del Carretto
- Vescovo Ottaviano Guasco